# Tunisair
«Tunisair» (араб. الخطوط التونسية) — національний перевізник цивільної авіації Тунісу. Заснована в 1948 році і є найбільшою туніською авіакомпанією. Базується в Міжнародному Аеропорту Туніс-Карфаген і здійснює власні рейси по 60 світовим напрямами. Член IATA та ICAO.
«Tunisair» — член Організації арабських авіакомпаній (AACO).

## Історія

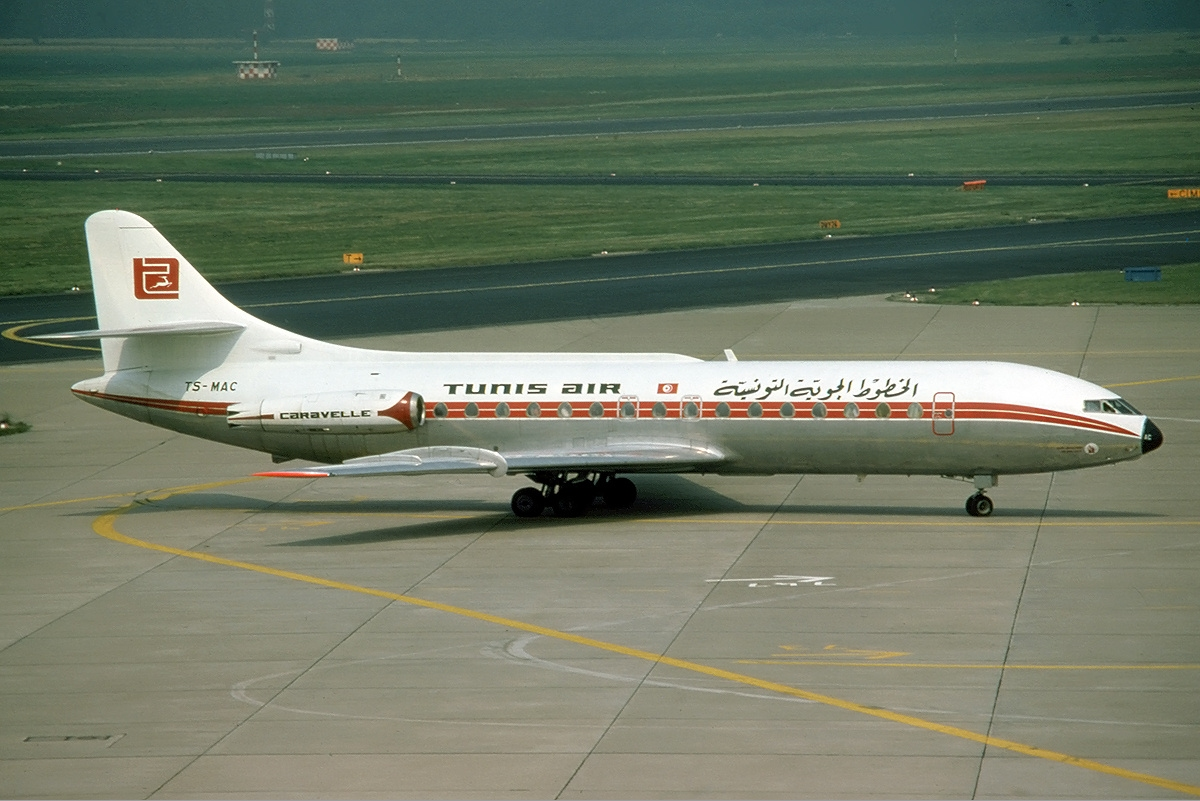
Sud Aviation Caravelle в 1977 році

У 1948 році уряд Тунісу досяг угоди з Air France про створення «Tunisair». Авіакомпанія почала свою діяльність в 1949 році. До 1957 році число акцій, що належали авіакомпанії Air France, було знижено і уряд Тунісу стало найбільшим акціонером «Tunisair».
З 1960 року компанія переживала постійне зростання, пропонуючи привабливі ціни і якість надаваних послуг для своїх клієнтів. У 1961 році, «Tunisair» перейшла на безперервний графік оновлення парку повітряних суден.

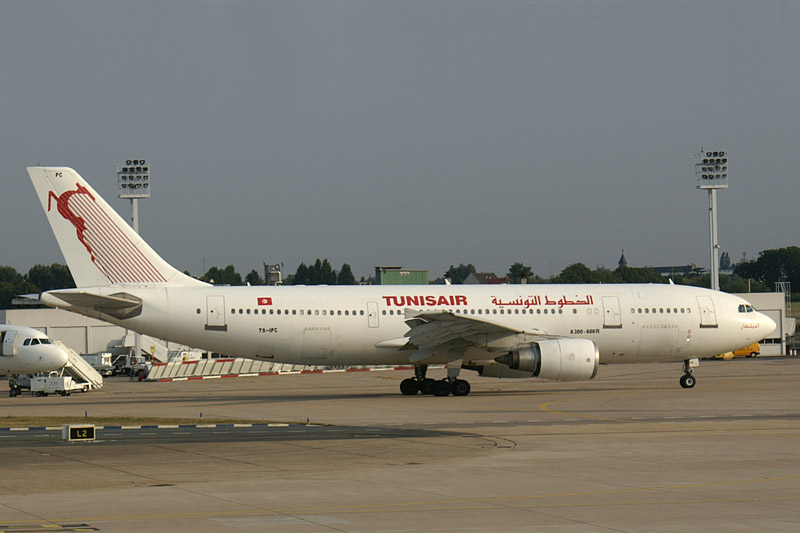
Сучасний Airbus A300

В період 1993-1998 років, «Tunisair» почала розширювати географію польотів по всій Європі, відкривши рейси в Прагу, Будапешт, Варшаву, Братиславу, Лісабон, Лінц, Зальцбург, Грац, Стокгольм і Москви. В 1998 році компанія святкувала своє 50-річчя.
У 1999 році, відбулося злиття компаній «Tunisair» і Air France. Цю угоду було припинене 4 січня 2010 року.

## Напрямки рейсів
«Tunisair» здійснює регулярні рейси в міста Африки, Азії і Європи:
- Африка: Абіджан, Алжир, Бамако, Бенгазі, Касабланка, Дакар, Каїр, Нуакшот, Оран, Триполі ;
- Європа: Амстердам, Афіни, Базель, Барселона, Белград, Берлін, Більбао, Бордо, Брюссель, Дюссельдорф, Франкфурт, Женева, Гамбург, Стамбул, Лісабон, Лондон, Люксембург, Ліон, Мадрид, Манчестер, Марсель, Мілан, Москва, Мюнхен, Нант, Ніцца, Палермо, Париж, Рим, Саарбрюккен, Страсбург, Тулуза, Венеція[3], Відень, Цюрих ;
- Близький Схід: Бейрут, Дамаск, Джидда, Дубай, Кувейт.

## Головний офіс

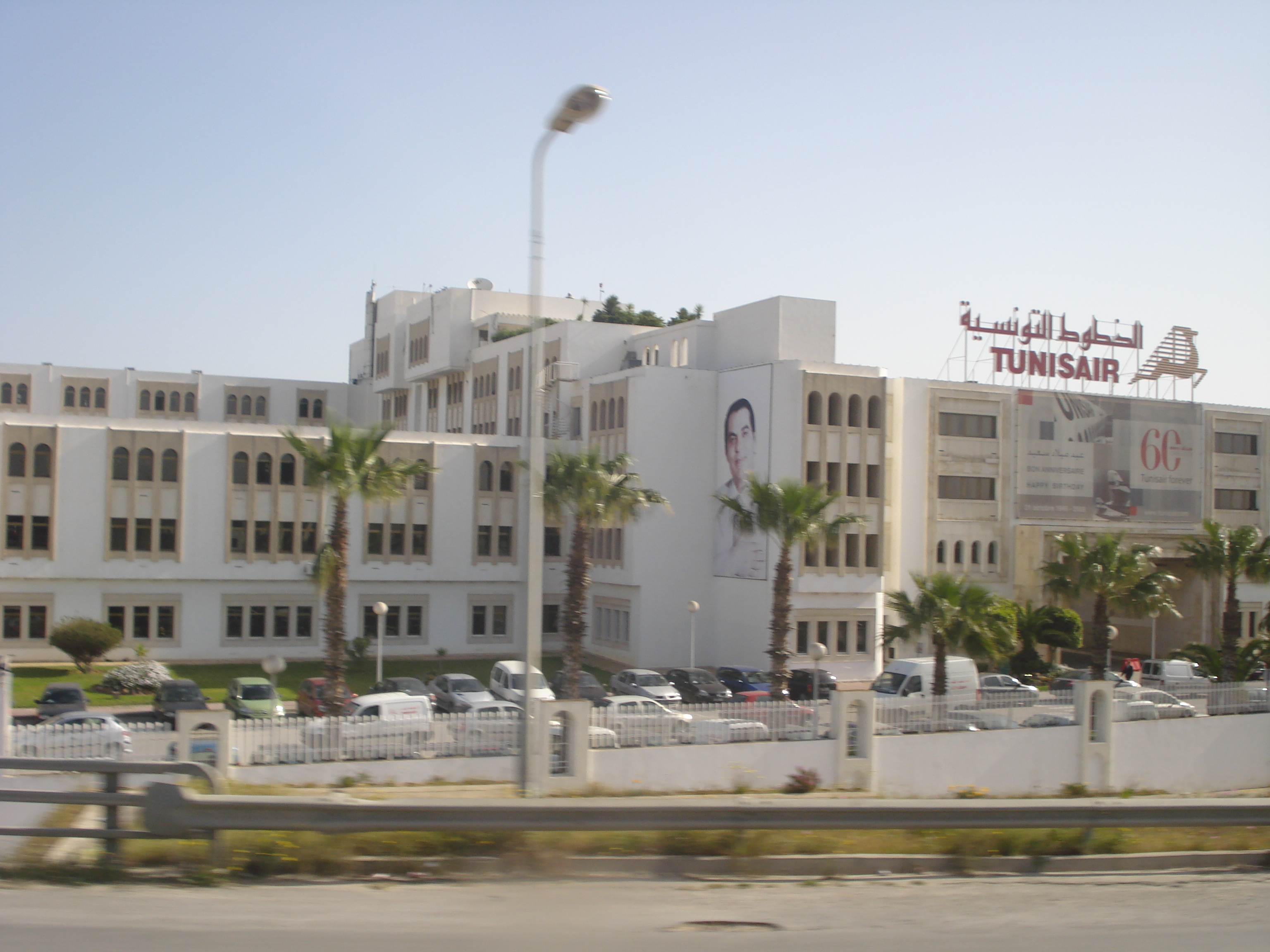
Головний офіс авіакомпанії

Головний офіс «Tunisair» знаходиться на трасі Route X недалеко від Міжнародного аеропорту Туніс-Карфаген. Коли компанія вперше почала свою діяльність у 1948 році, її головний офіс був на вулиці Rue d Athènes 1 в Тунісі.

## Дочірні авіакомпанії
- Авіакомпанія «Tunisair Express»

## Флот
Флот Tunisair складається з таких літаків (дані на травень 2017 року):